# Janów (gmina w województwie poleskim)
Janów – dawna gmina wiejska istniejąca do 1939 roku w woj. poleskim (obecnie na Białorusi). Siedzibą władz gminy był Janów (3068 mieszk. w 1921 roku), który początkowo stanowił odrębną gminę miejską.
Początkowo gmina należała do powiatu kobryńskiego. 12 grudnia 1920 r. została przyłączona do nowo utworzonego powiatu drohickiego pod Zarządem Terenów Przyfrontowych i Etapowych. 19 lutego 1921 r. wraz z całym powiatem weszła w skład nowo utworzonego województwa poleskiego. 12 kwietnia 1928 roku do gminy Janów przyłączono część obszaru zniesionej gminy Drużyłowicze. 18 kwietnia 1928 roku do gminy przyłączono część zniesionej gminy Worocewicze. 
Po wojnie obszar gminy Janów wszedł w struktury administracyjne Związku Radzieckiego.